# Romance Neolatino

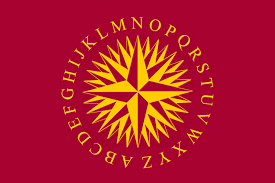
Logotipo do projeto "Vía Neolatina".

O Romance Neolatino, ou simplesmente neolatino (neolatim en português), é uma língua pan-românica, ou seja, uma variedade linguística codificada com base românica, representativa do conjunto das línguas latinas. Pode ser considerado como uma proposta de língua padrão para toda a família linguística românica, e, ao mesmo tempo, uma língua construída zonalmente, sendo o resultado de uma codificação linguística a partir de um grupo específico, neste caso, as línguas latinas. Vale ressaltar que esta língua zonal se restringe apenas ao âmbito linguístico, sem abranger nenhum aspecto social ou político.

## Introdução
O neolatim surge como uma língua padrão de base estritamente românica, ao contrário de outros projetos linguísticos semelhantes, como o Interlingua. O Interlingua é um projeto de língua artificial, criado pela International Auxiliary Language Association (IALA), cujo objetivo era, inicialmente, avaliar as línguas artificiais existentes e fazer as recomendações necessárias para a adoção de uma língua artificial como língua comum entre elas. Depois de concluir que nenhuma das línguas existentes era totalmente adequada para seu uso como língua internacional, a IALA disponibilizou, após vários anos de trabalho e estudo, um dicionário com 20.000 termos e uma gramática mínima do que viria a ser a nova língua Interlingua.
O neolatim, por outro lado, não tem como base nenhuma língua artificial, mas é criado seguindo critérios recomendados pela ciência linguística. O principal objetivo do neolatim não é promover a adoção de uma língua internacional auxiliar para todo o mundo, mas ajudar na comunicação dos "diversos povos neolatinos [falantes de línguas românicas] através das suas próprias línguas: o românico" (Martín Rincón, 2016). O neolatim, ao contrário do Interlingua, não usa princípios inovadores, mas se baseia na teoria de codificação desenvolvida por linguistas como Lamuela, Castellanos e Sumien. O desenvolvimento essencial leva em conta todo o sistema linguístico românico.
O objetivo inicial da língua é, portanto, facilitar e também dignificar a comunicação panlatina, por isso o projeto desta língua, chamado propriamente Vía Neolatina, deseja recuperar a essência original das línguas latinas ou românicas e seus padrões tradicionais. O modelo de língua que se apresenta é uma síntese da variação românica que tenta ser representativa do conjunto românico: uma variedade nova e comum, mas ao mesmo tempo natural e plural, que permite ao seu falante comunicar-se pelo mundo latino (países e regiões com línguas românicas). Também é uma língua útil para os não falantes de línguas latinas, como via de acesso mais fácil a estas línguas.
Como língua construída com base românica, tem vários benefícios que não têm, por exemplo, outras línguas construídas sem base românica. Por exemplo:
- É uma língua compreensível para uma comunidade de mais de 800 milhões de falantes de línguas latinas.
- É uma língua muito flexível e adaptável aos usos, necessidades e interesses concretos dos diferentes falantes românicos.
- É uma porta de acesso central para os falantes não romanófonos.
- Também é uma ponte entre as próprias línguas românicas (tanto as atuais como as mais antigas ou extintas, até mesmo o latim), pois apresenta maior eficiência na hora de traduzir entre línguas românicas, pela unidade que apresenta em sua sintaxe e gramática.

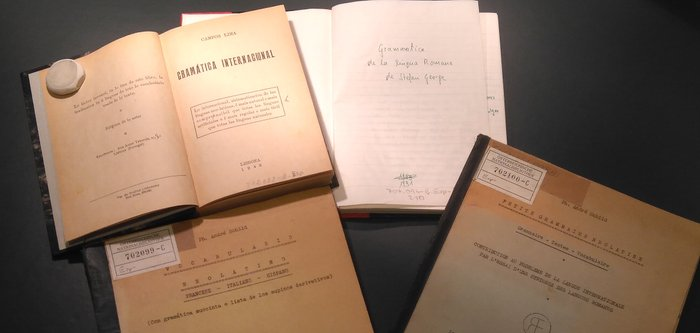
Projetos de línguas predecessoras ao romance neolatino.

Junto ao romance neolatino, existem também outros projetos paralelos em outras famílias linguísticas europeias. Desses, o mais avançado e desenvolvido é o chamado intereslavo. Os falantes de línguas latinas convergem na Europa em contato com as outras duas famílias linguísticas mais espalhadas: o germânico e o eslava. O desenvolvimento do intereslavo moderno começou em 2006 com o nome de Slovianski por uma equipe de linguistas de diversos países liderada por Jan van Steenbergen, e não foi até anos depois que adotou o nome atual de intereslavo, posteriormente este projeto se fundiu com outro semelhante de uma língua eslava comum, o novo eslavo, impulsionado pelo linguista tcheco Vojtěch Merunka, ano em que aconteceu o Primeiro Congresso Internacional da língua intereslava na localidade tcheca de Nové Město.
Existem vários precedentes dessa língua neolatina, alguns deles codificados em línguas auxiliares. Já em 1947, André Schild criou uma língua chamada neolatino, posteriormente, em 1948, um linguista português, João Campos Lima, propôs uma língua, o internacional, como via de comunicação internacional como alternativa ao esperanto. Mais adiante, em 2001, Richard Sorfleet e Josu Lavin criaram o interlingua românica e anos depois, Raymund Zacharias e Thiago Sanctus o interromânico em 2017, também como propostas para a comunicação panlatina. Em 2010 também apareceu uma proposta por parte do linguista Clayton Cardoso, o olivarianu, mas neste caso apareceu como uma língua artificial artística inserida dentro de um mundo de ficção.